# Staurochilus intermedius
Staurochilus intermedius är en orkidéart som först beskrevs av Louis Otho Otto Williams, och fick sitt nu gällande namn av Hans Fessel och Emil Lückel. Staurochilus intermedius ingår i släktet Staurochilus och familjen orkidéer. Inga underarter finns listade i Catalogue of Life.